# Leonardo Hagel Arredondo
Leonardo Hagel Arredondo (San Felipe, 18 de septiembre de 1932 - Santiago de Chile, 18 de septiembre de 2004) fue un médico cirujano y político chileno. 

## Primeros años de vida
Realizó sus estudios secundarios en el Internado Nacional Barros Arana. Posteriormente, ingresó a la Pontificia Universidad Católica de Chile, donde se tituló de médico cirujano. Una vez egresado, ejerció la medicina en Copiapó. Contrajo matrimonio con Moraima Álvarez, el 22 de diciembre de 1954.

## Actividades políticas
Inició sus actividades políticas al ingresar al Partido Socialista, en 1962. Resultó elegido regidor de Copiapó en 1963 y 1967, desempeñándose como alcalde durante su último periodo hasta 1971.
En 1973 fue elegido diputado por la agrupación departamental de Chañaral, Copiapó, Huasco y Freirina, para el período 1973-1977. Integró la Comisión de Minería. Sin embargo, vio interrumpida su labor legislativa debido al golpe militar y la consecuente disolución del Congreso Nacional (D.L. 27 de 21/09/1973). 
Fue perseguido por los aparatos de seguridad de la Dictadura de Augusto Pinochet, siendo detenido en Villa Grimaldi hasta que fue liberado en 1976, partiendo al exilio.

## Post dictadura
Regresó del exilio en España en 1989, para participar de la organización de la Concertación de Partidos por la Democracia, en torno a la candidatura presidencial de Patricio Aylwin, a quien apoyó desde San Felipe.
En 1992 fue elegido concejal por Copiapó, con el 10,73% de los votos, siendo militante del Partido Socialista de Chile. En 1996 volvió a ser electo Concejal por la misma municipalidad, pero esta vez como militante del Partido Por la Democracia, con un 3,35% de los votos.
El 18 de septiembre de 2004 Leonardo Hagel falleció en Santiago debido a un cáncer a la garganta.

## Historial electoral

### Elecciones parlamentarias de 1973
- Elecciones parlamentarias de 1973 - Diputados para la 3° Agrupación Departamental (Copiapó, Chañaral, Huasco y Freirina)[2]

### Elecciones municipales de 1992
- Elecciones municipales de 1992 para la comuna de Copiapó.[3]

### Elecciones municipales de 1996
- Elecciones municipales de 1996 para la comuna de Copiapó.[4]